# Velda City
Velda City és una població dels Estats Units a l'estat de Missouri. Segons el cens del 2000 tenia 1.616 habitants.

## Demografia
Segons el cens del 2000, Velda City tenia 1.616 habitants, 610 habitatges, i 428 famílies. La densitat de població era de 3.899,6 habitants per km².
Dels 610 habitatges en un 28,4% hi vivien nens de menys de 18 anys, en un 29,5% hi vivien parelles casades, en un 35,9% dones solteres, i en un 29,7% no eren unitats familiars. En el 27,5% dels habitatges hi vivien persones soles el 9% de les quals corresponia a persones de 65 anys o més que vivien soles. El nombre mitjà de persones vivint en cada habitatge era de 2,65 i el nombre mitjà de persones que vivien en cada família era de 3,2.
Per edats la població es repartia de la següent manera: un 27% tenia menys de 18 anys, un 9,4% entre 18 i 24, un 26,5% entre 25 i 44, un 24,6% de 45 a 60 i un 12,5% 65 anys o més.
L'edat mediana era de 36 anys. Per cada 100 dones de 18 o més anys hi havia 68,7 homes.
La renda mediana per habitatge era de 30.000 $ i la renda mediana per família de 31.652 $. Els homes tenien una renda mediana de 27.768 $ mentre que les dones 26.083 $. La renda per capita de la població era de 15.009 $. Entorn del 15,9% de les famílies i el 17,5% de la població estaven per davall del llindar de pobresa.

## Poblacions més properes
El següent diagrama mostra les poblacions més properes.